# 柳仁英
柳仁英（韓語：유인영，1984年1月5日—），本名柳曉旼，韓國女演員。

## 演藝經歷
柳仁英在2004年以模特兒身份出道，剛出道的她在一年內就接下10多個廣告，可以說是炙手可熱的模特兒。之後在2005年開始轉型為演員，出演了《愛情中毒》和《雪之女王》的第二女主角，在《愛也好恨也好》中出演冷艷的反派富家女，獲得了觀眾的好評。
2007年在KBS演技大賞獲獎，2011年憑借自己的導演處女作《能只記得愉快的時間嗎》在第33屆黃金攝影獎上獲得了短片電影部門的獎項，其執導能力獲得了肯定。

## 演出作品

### 電視劇
- 2005年：KBS《Drama City—Oh!莎拉》飾演 吳莎拉
- 2005年：KBS《愛情中毒》飾演 尹紫京
- 2006年：KBS《雪之女王》飾演 李勝利
- 2007年：KBS《愛也好恨也好》飾演 鳳秀雅
- 2007年：KBS《Drama City—我們的趙容弼先生》飾演 李燦珠
- 2008年：KBS《我的愛金枝玉葉》飾演 白世羅
- 2010年：MBC《被稱為神的男子》飾演 張薇
- 2011年：KBS《Drama Special—完美間諜》飾演 李敏晶
- 2011年：MBN《來了來了終於來了》饰演 金新春
- 2012年：SBS《傻瓜媽媽》飾演 吳彩琳
- 2012年：KBS《順藤而上的你》飾演 柳信惠（第43集客串）
- 2013年：KBS《廣告天才李太白》飾演 寒星（第1集客串）
- 2013年：SBS《Wonderful Mama》飾演 李秀珍
- 2013年：KBS《Drama Special—我舊錢包裡的回憶》飾演 韓智雨
- 2013年：KBS《Drama Special—奇妙的同居》飾演 金信愛
- 2013年：MBC《奇皇后》飾演 燕飛秀
- 2013年：SBS《來自星星的你》飾演 韓宥拉
- 2014年：tvN《三劍客》飾演 尹美寧／香善
- 2014年：MBC《Drama Festival—4teen》
- 2015年：SBS《假面》飾演 崔美妍
- 2015年：KBS《Oh My Venus》飾演 吳秀珍
- 2016年：MBC《Goodbye Mr. Black》飾演 尹瑪莉
- 2017年：KBS《我的黃金光輝人生》飾演 張素蘿
- 2018年：MBC《牽著手，看夕陽西下》飾演 申多惠
- 2020年：SBS《Good Casting》飾演 林藝恩
- 2022年：KBS《瘋狂愛上你》飾演 白秀英
- 2022年：TVING《酒鬼都市女人們2》飾演 金善靜
- 2025年：KBS2《拜託老鷹5兄弟！》飾演 池玉芬

### 電影
- 2004年：《間諜女孩》飾演 禹月蘭
- 2006年：《強敵》飾演 韓美萊
- 2008年：《男友從軍記》飾演 姜貞雅
- 2008年：《爸爸，瑪莉和我》飾演 瑪莉
- 2010年：《海上鋼琴》飾演 恩秀（未上映）
- 2010年：《能只記得愉快的時間嗎》飾演 鋼琴教師（短篇電影自導自演）
- 2012年：《像雨又像音樂》飾演 志恩（未上映）
- 2013年：《只記得美好的時光》（短篇電影導演）
- 2013年：《夜之女王》飾演 英秀相親對象（友情出演）
- 2014年：《殺手面前的老人》飾演 清潔工（短篇電影）
- 2015年：《辣手警探》飾演 多惠
- 2016年：《漢江藍調（朝鲜语：한강블루스）》飾演 秀英（聲音出演）
- 2017年：《女教師》飾演 秋慧英
- 2017年：《時間上的家（朝鲜语：시간위의 집）》（友情出演）
- 2017年：《奶酪陷阱》飾演 白仁荷
- 2022年：《在統營的一天》飾演 安熙妍

### MV
- 2005年：god〈Two Love〉
- 2005年：Wax〈請不要罵我〉
- 2006年：Duke〈Superman〉
- 2007年：Lyn〈不是愛過嗎 PART 2〉（與金敏俊）
- 2007年：M TO M〈漆黑〉（與徐俊英）
- 2008年：SG Wannabe〈La La La(ver.1)〉（與徐俊英）
- 2009年：青林〈嚼過的口香糖〉
- 2011年：朴海鎮〈運命の轍〉（日文）
- 2012年：Young Jun〈忘了吧〉
- 2012年：盧志勛〈是懲罰吧〉
- 2013年：UV〈因為你〉

## 綜藝節目
- 2009年：Mnet《像雨一樣從天上下來的男孩子》主持人
- 2011年：fashion N《女藝人 house season1》主持人
- 2019年：MBC《傻瓜的戀愛》主持人
- 2020年：KBS《只租土地》固定班底

## 獲獎
- 2007年：KBS演技大賞 特輯文化館優秀短劇獎《Drama City—我們的趙容弼先生》
- 2011年：第33屆黃金攝影獎 短篇電影部分攝影獎《能只記得愉快的時間嗎》
- 2012年：第20屆韓國文化演藝大獎電視劇女子優秀演技獎
- 2013年：第8屆亞洲模特獎頒獎禮時尚明星獎
- 2015年：第4屆大田電視劇節人氣明星獎
- 2015年：SBS演技大賞中篇劇部門 女子特別演技賞《假面》
- 2017年：第22屆春史電影節最佳女配角《女教師》

## 外部連結
- 柳仁英的Instagram帳戶
- 柳仁英在NAVER上的资料
- 柳仁英在韩国电影数据库（KMDb）上的資料（韓語）
- 柳仁英在互联网电影资料库（IMDb）上的資料（英文）
- 柳仁英在HanCinema的頁面（英文）